# Colman de Cloyne
Pour les articles homonymes, voir Colman et Saint Colman.

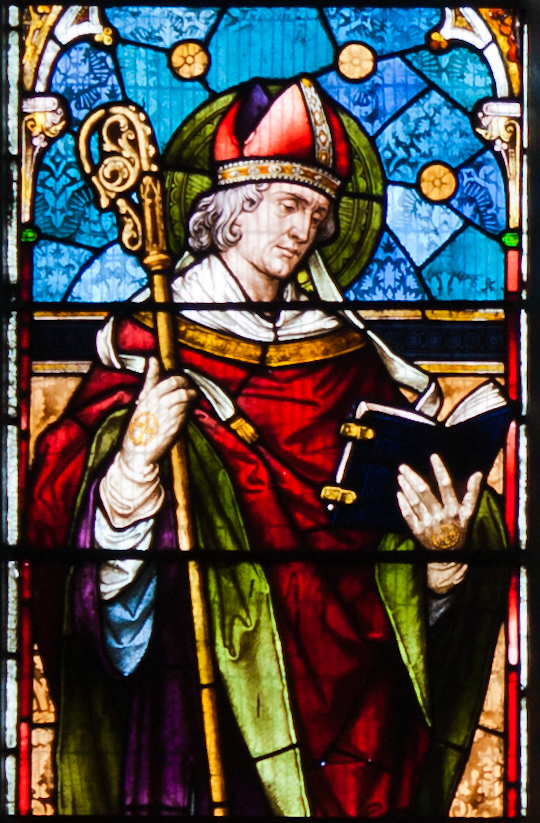
Vitrail de l'église de Buttevant, créé 1886 par Franz Mayer & Co.

Saint Colman de Cloyne († en 600, 604 ou 606), fut le premier évêque de Cloyne. Il est fêté le 24 novembre. 

## Résumé biographique
Né dans le Munster (Irlande), fils de Lenin, il est poète puis barde royal à Cashel.
À l’âge de cinquante ans, il est baptisé par saint Brendan de Clonfert. Il embrasse sa nouvelle foi avec enthousiasme et étudie au monastère de St. Jarlath à Tuam, puis devient moine. Il évangélise ensuite le comté de Limerick, et crée son propre établissement monastique à Cloyne vers 560/580. 
Il passe pour avoir été le maître de saint Colomba d'Iona. Il est le saint patron de l’Est du comté de Cork.